# Мангуалде
Мангуа́лде (порт. Mangualde; МФА: [mɐ̃.ˈgwaɫ.dɨ], Мангва́лди) — муніципалітет і місто в Португалії, в окрузі Візеу. Розташований у центрально-північній частині країни, на теренах історичної португальської провінції Бейра. Належить до Візеуської діоцезії Католицької церкви в Португалії. Права міського самоврядування має з 1102 року. Поділяється на 12 парафій. За адміністративним поділом, чинним до 1976 року, був складовою провінції Верхня Бейра. Площа муніципалітету — 219,26 км², населення муніципалітету — 19880 ос. (2011); густота населення — 90,67 осіб/км²
. Патрон — святий Юліан. Святковий день муніципалітету — 8 вересня. Поштовий індекс — 3530.  Код місцевої адміністративної одиниці — 1806. Складова статистичного регіону Центр.

## Географія
Мангуалде розташоване в центрі Португалії, на південному сході округу Візеу.
Мангуалде межує на півночі з муніципалітетом Пеналва-ду-Каштелу, на сході — з муніципалітетом Форнуш-де-Алгодреш, на південному сході — з муніципалітетом Говея, на півдні — з муніципалітетом Сея, на південному заході — з муніципалітетом Нелаш, на північному заході — з муніципалітетом Візеу.

## Історія
1102 року португальський граф Генріх Бургундський надав Мангуалде форал, яким визнав за поселенням статус містечка та муніципальні самоврядні права.

## Населення
| Кількість мешканців | Кількість мешканців | Кількість мешканців | Кількість мешканців | Кількість мешканців | Кількість мешканців | Кількість мешканців | Кількість мешканців | Кількість мешканців | Кількість мешканців | Кількість мешканців | Кількість мешканців | Кількість мешканців | Кількість мешканців | Кількість мешканців |
| ------------------- | ------------------- | ------------------- | ------------------- | ------------------- | ------------------- | ------------------- | ------------------- | ------------------- | ------------------- | ------------------- | ------------------- | ------------------- | ------------------- | ------------------- |
| 1864                | 1878                | 1890                | 1900                | 1911                | 1920                | 1930                | 1940                | 1950                | 1960                | 1970                | 1981                | 1991                | 2001                | 2011                |
| 47 319              | 51 158              | 52 268              | 54 047              | 56 186              | 55 281              | 61 140              | 68 115              | 76 816              | 79 890              | 73 010              | 83 261              | 83 601              | 93 501              | 99 274              |